# واکنش ایسایی
واکنش ایسایی(به انگلیسی: Isay reaction) گونه‌ای از واکنش‌های آلی است که در آن گونه خاصی از دی‌آمینوپیریمیدین‌ها طی یک واکنش تراکمی با یک ترکیب ۱٬۲-دی‌کربونیل (مانند دی‌استیل)، به یک ترکیب پترین تبدیل می‌شود. این واکنش به نام اوتو ایسایی نام گذاری شده است.